# Thài lài tím
Thài lài tím hay trai đỏ (tên khoa học: Tradescantia pallida) là một loài cây thuộc chi Tradescantia có gốc ở Tân Thế giới.
Thài lài tím là loài cây thường xanh lâu năm có gốc ở vùng vịnh Mexico. Nó được phân biệt bởi lá nhọn thon dài màu lục xám điểm các đốm màu đỏ hoặc tím, hoa nhỏ 3 cánh màu trắng, hồng, hoặc tím, hoa không có chức năng sinh sản. Loài cây này thường bị chết do sương giá, nhưng thường sẽ lại mọc lên từ rễ.
Thài lài tím thường được trồng để trang trí trong vườn, làm ranh giới, làm cây phủ đất, trong giỏ treo, hoặc trồng trong nhà (đặc biệt ở những vùng có khí hậu lạnh giá). Thài lài tím dễ trồng bằng cách giâm cành, rễ cây sẽ mọc ra từ các mắt lá. Loài cây này không yêu cầu cao về ánh sáng cũng như độ màu của đất, mọc lan nhanh. Ở một số vùng ở miền Nam nước Mỹ và Úc, thài lài tím được coi là một loài cỏ dại xâm thực không kiểm soát được.
Khi trồng trong nhà, thài lài tím đã được đánh giá là có hiệu quả đặc biệt trong việc cải thiện chất lượng không khí trong nhà bằng cách lọc các hợp chất hữu cơ dễ bay hơi (Volatile Organic Compounds), một lớp các chất ô nhiễm thông thường và các chất gây kích thích đối với hệ hô hấp, bằng một quá trình được gọi là phytoremediation.
Theo Đông y, lá thài lài tím có vị ngọt chát, tính mát, thường dùng để giã nát với phèn chua để bó khớp và đắp mụn nhọt.
Có một số tranh cãi xung quanh tên khoa học của loài thực vật này. Một số gọi nó là Setcreasea purpurea hay Setcreasea pallida. Cách gọi tên Tradescantia pallida hiện nay được chấp nhận và sử dụng rộng rãi hơn.

## Hình ảnh

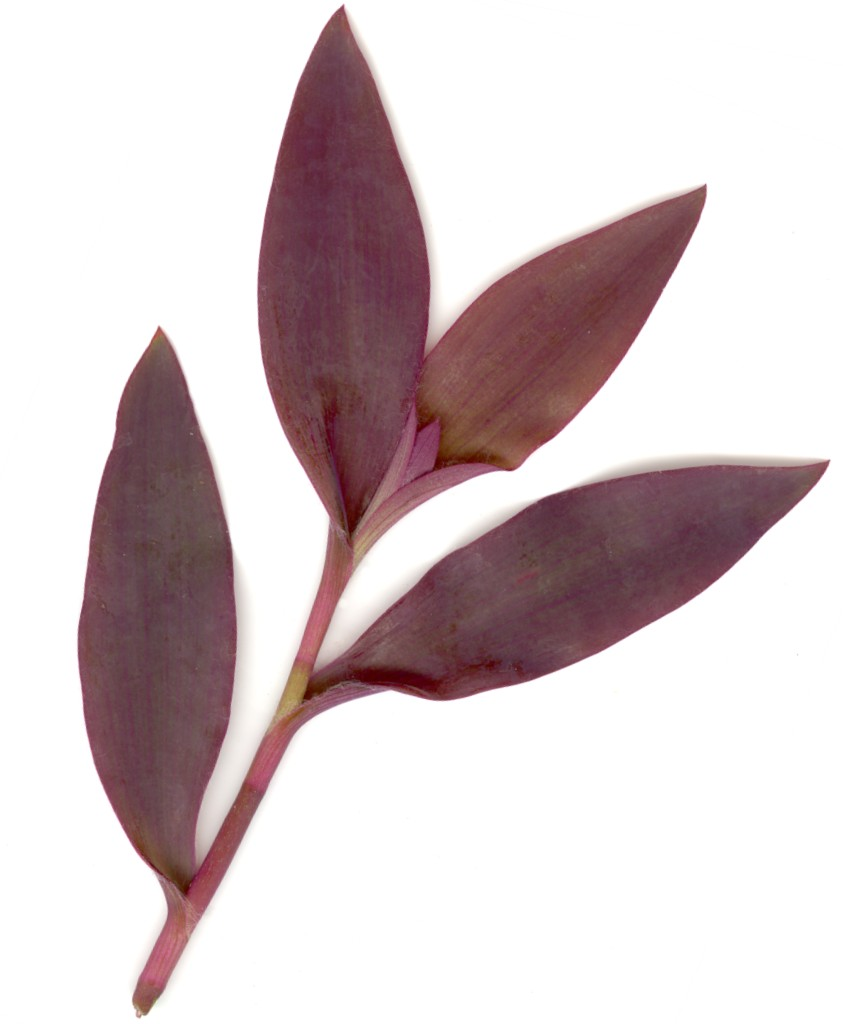
Mặt phải lá thài lài tím
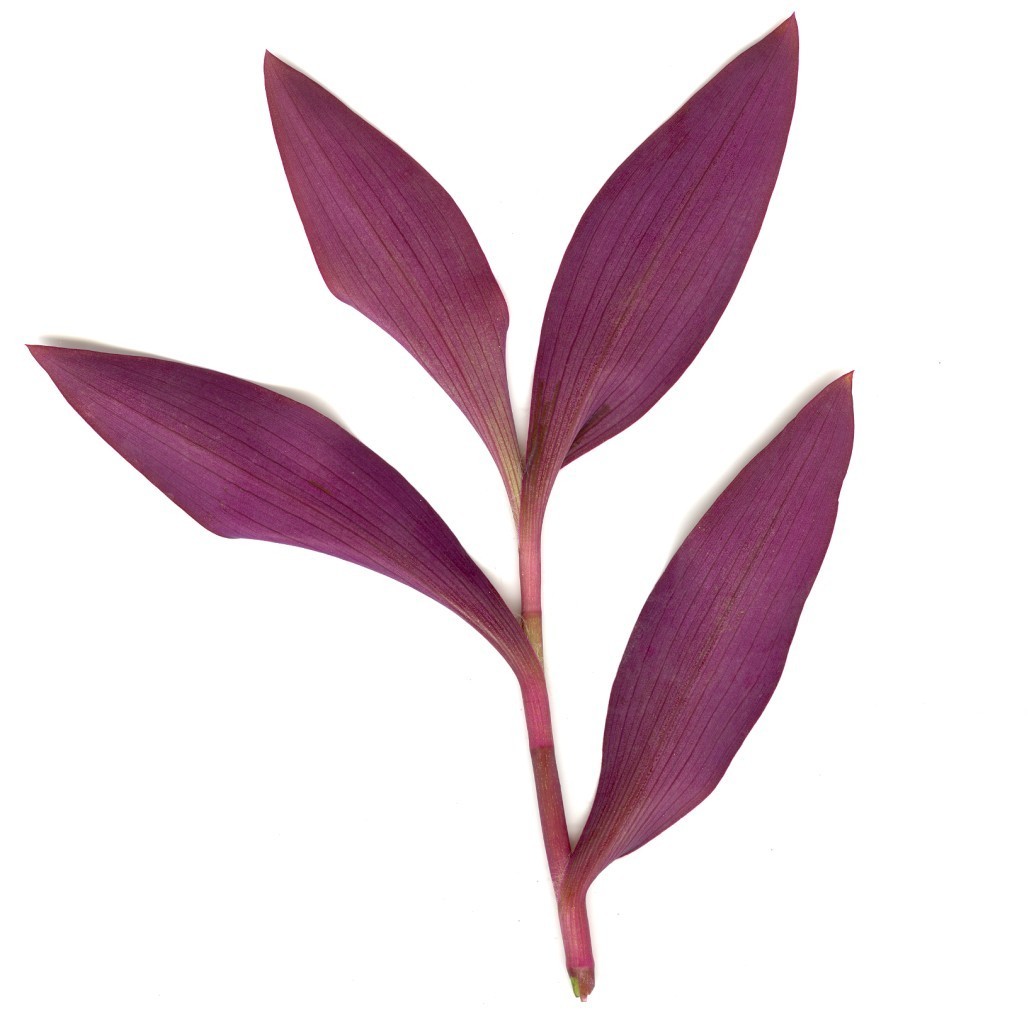
Mặt trái lá thài lài tím
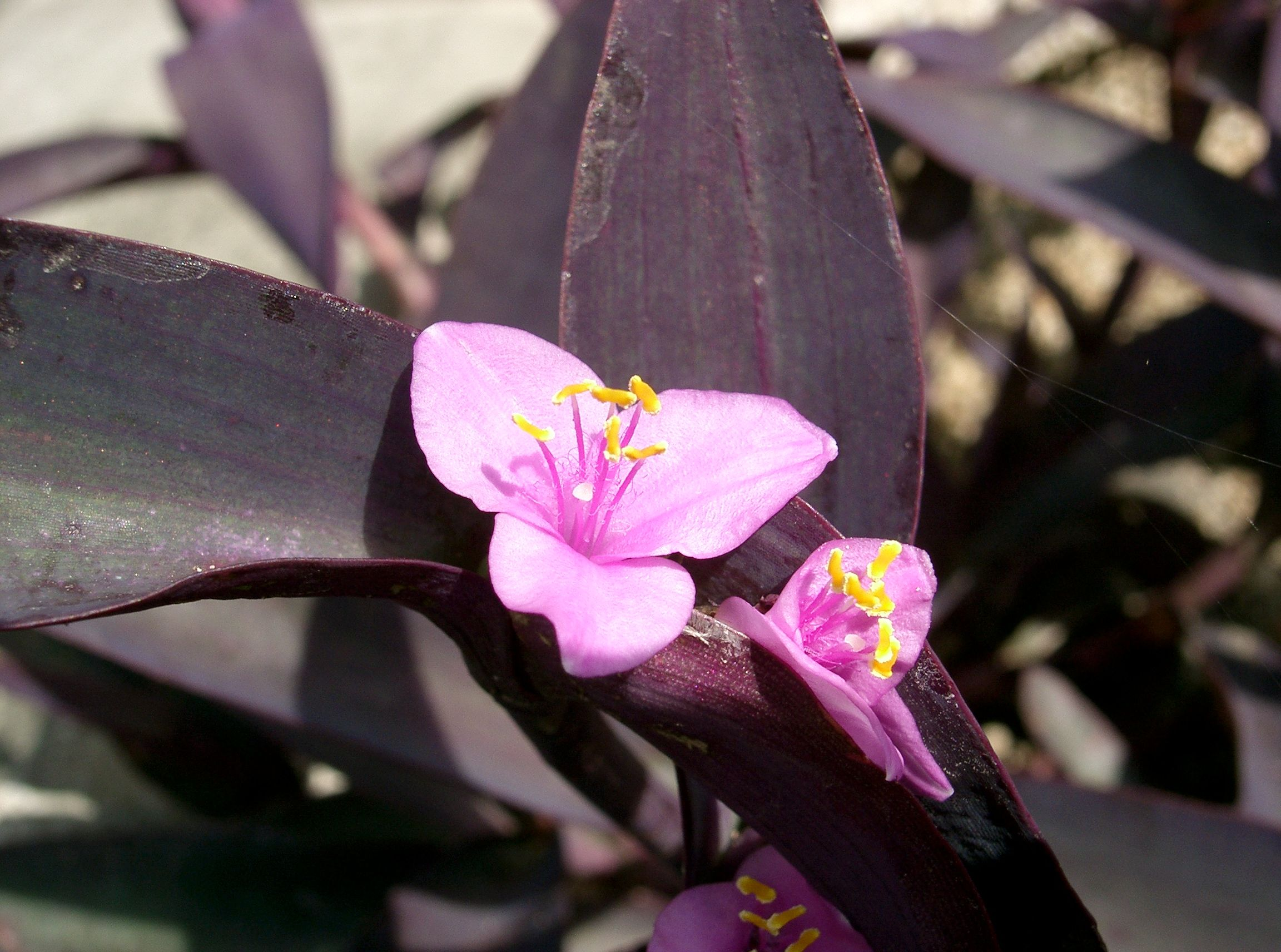
Hoa thài lài tím